# Гоупдейл (Ньюфаундленд і Лабрадор)
Гоупдейл (англ. Hopedale) — містечко в Канаді, у провінції Ньюфаундленд і Лабрадор.

## Населення
За даними перепису 2016 року, містечко нараховувало 574 особи, показавши зростання на 3,2%, порівняно з 2011-м роком. Середня густина населення становила 171 осіб/км².
З офіційних мов обидвома одночасно не володів жоден з жителів, тільки англійською — 575. Усього 50 осіб вважали рідною мовою не одну з офіційних, з них усі — одну з корінних мов.
Працездатне населення становило 49,5% усього населення, рівень безробіття — 15,6% (26,3% серед чоловіків та 7,7% серед жінок). 97,8% осіб були найманими працівниками.
Середній дохід на особу становив $33 959 (медіана $20 941), при цьому для чоловіків — $34 230, а для жінок $33 673 (медіани — $19 354 та $24 000 відповідно).
23,1% мешканців мали закінчену шкільну освіту, не мали закінченої шкільної освіти — 44%, 33% мали післяшкільну освіту, з яких 16,7% мали диплом бакалавра, або вищий.
| Статево-вікова структура населення | Статево-вікова структура населення | Статево-вікова структура населення | Статево-вікова структура населення | Статево-вікова структура населення |
| ---------------------------------- | ---------------------------------- | ---------------------------------- | ---------------------------------- | ---------------------------------- |
|                                    |                                    |                                    |                                    |                                    |
| Всього                             | Всього                             | 50,9%49,1%                         |                                    |                                    |
| 0 — 14 років                       | 0 — 14 років                       |                                    | 21,1%                              | 21,1%                              |
| 15 — 64 років                      | 15 — 64 років                      |                                    | 72,8%                              | 72,8%                              |
| 65 і більше                        | 65 і більше                        |                                    | 6,1%                               | 6,1%                               |
| Середній вік (років)               | Середній вік (років)               | 34,933,0                           | 34,0                               | 34,0                               |
| Медіана (років)                    | Медіана (років)                    | 33,130,5                           | 32,0                               | 32,0                               |
| — чоловіки — жінки                 |                                    |                                    |                                    |                                    |

| Походження мешканців:     | Походження мешканців:     | Походження мешканців: | Походження мешканців: | Походження мешканців: |
| ------------------------- | ------------------------- | --------------------- | --------------------- | --------------------- |
| Походження                |                           |                       | осіб                  | %                     |
| Корінні американці        | Корінні американці        |                       | 495                   | 86.09%                |
| Інше північноамериканське | Інше північноамериканське |                       | 10                    | 1.74%                 |
| Європейське               | Європейське               |                       | 90                    | 15.65%                |
| британське                | британське                |                       | 90                    | 15.65%                |

| Зайнятість населення за галузями (за класифікацією NOC): | Зайнятість населення за галузями (за класифікацією NOC): | Зайнятість населення за галузями (за класифікацією NOC): | Зайнятість населення за галузями (за класифікацією NOC): | Зайнятість населення за галузями (за класифікацією NOC): |
| -------------------------------------------------------- | -------------------------------------------------------- | -------------------------------------------------------- | -------------------------------------------------------- | -------------------------------------------------------- |
|                                                          |                                                          |                                                          |                                                          |                                                          |
| Управління                                               | Управління                                               |                                                          | 9,1%                                                     | 9,1%                                                     |
| Бізнес, фінанси та адміністрування                       | Бізнес, фінанси та адміністрування                       |                                                          | 11,4%                                                    | 11,4%                                                    |
| Природничі та прикладні науки                            | Природничі та прикладні науки                            |                                                          | 4,5%                                                     | 4,5%                                                     |
| Охорона здоров'я                                         | Охорона здоров'я                                         |                                                          | 4,5%                                                     | 4,5%                                                     |
| Освіта, правозахист, муніципальні та урядові служби      | Освіта, правозахист, муніципальні та урядові служби      |                                                          | 29,5%                                                    | 29,5%                                                    |
| Роздрібна торгівля та послуги                            | Роздрібна торгівля та послуги                            |                                                          | 20,5%                                                    | 20,5%                                                    |
| Гуртова торгівля, транспорт та обладнання                | Гуртова торгівля, транспорт та обладнання                |                                                          | 15,9%                                                    | 15,9%                                                    |
| Природні ресурси, сільське господарство                  | Природні ресурси, сільське господарство                  |                                                          | 6,8%                                                     | 6,8%                                                     |
| Виробництво                                              | Виробництво                                              |                                                          | 4,5%                                                     | 4,5%                                                     |

## Клімат
Середня річна температура становить -2,1°C, середня максимальна – 14,1°C, а середня мінімальна – -20,7°C. Середня річна кількість опадів – 836 мм.
| Клімат поселення                              | Клімат поселення | Клімат поселення | Клімат поселення | Клімат поселення | Клімат поселення | Клімат поселення | Клімат поселення | Клімат поселення | Клімат поселення | Клімат поселення | Клімат поселення | Клімат поселення | Клімат поселення |
| Показник                                      | Січ.             | Лют.             | Бер.             | Квіт.            | Трав.            | Черв.            | Лип.             | Серп.            | Вер.             | Жовт.            | Лист.            | Груд.            |                  |
| Середній максимум, °C                         | −12,83           | −12,97           | −7,5             | −0,4             | 5,67             | 11,13            | 13,67            | 14,07            | 10,60            | 4,97             | −1               | −8,97            |                  |
| Середня температура, °C                       | −16,7            | −16,83           | −11,4            | −4,23            | 1,80             | 7,27             | 10,67            | 11,07            | 7,60             | 2,00             | −4               | −11,97           |                  |
| Середній мінімум, °C                          | −20,57           | −20,7            | −15,23           | −8,13            | −2,1             | 3,40             | 7,67             | 8,07             | 4,60             | −1               | −7               | −14,97           |                  |
| Норма опадів, мм                              | 77               | 78               | 79               | 58               | 54               | 66               | 86               | 72               | 60               | 68               | 66               | 72               |                  |
| Середньомісячна швидкість вітру, м/с          | 6.63             | 6.63             | 6.40             | 5.80             | 5.03             | 5.10             | 4.70             | 4.83             | 5.63             | 6.10             | 6.63             | 6.90             |                  |
| Середньомісячна сонячна радіація, кДж/м²·день | 2776             | 5880             | 10619            | 15727            | 17834            | 18668            | 17705            | 14134            | 9477             | 5183             | 2860             | 2016             |                  |
| --------------------------------------------- | ---------------- | ---------------- | ---------------- | ---------------- | ---------------- | ---------------- | ---------------- | ---------------- | ---------------- | ---------------- | ---------------- | ---------------- | ---------------- |
| Джерело:                                      |                  |                  |                  |                  |                  |                  |                  |                  |                  |                  |                  |                  |                  |